# Suore domenicane missionarie del Sacro Cuore di Gesù
Le Suore Domenicane Missionarie del Sacro Cuore di Gesù (in inglese Dominican Missionary Sisters of the Most Sacred Heart of Jesus) sono un istituto religioso femminile di diritto pontificio: le suore di questa congregazione pospongono al loro nome la sigla O.P.

## Storia
Nel 1891 cinque suore domenicane guidate da Mary Patrick Cosgrave, su richiesta di Cecil Rhodes che aveva richiesto suore infermiere per i suoi soldati, lasciarono il Sudafrica e si staccarono dalla congregazione di King William's Town.
Le religiose si stabilirono a Salisbury e il 24 aprile 1898 si resero formalmente indipendenti dalla casa madre; nel 1921 aprirono un noviziato anche in Europa, a Strahlfeld.
La congregazione fu dichiarata di diritto pontificio il 16 novembre 1922 e le loro costituzioni ottennero l'approvazione definitiva il 27 giugno 1951.

## Attività e diffusione
Le suore si dedicano all'istruzione della gioventù e alla cura dei malati.
Sono presenti in Colombia, Germania, Kenya, Regno Unito, Zambia, Zimbabwe; la sede generalizia è a Crawley, nel West Sussex.
Alla fine del 2008 la congregazione contava 335 religiose in 36 case.